# 楊茂 (正德進士)
楊茂（1492年—1524年），字叔亨，福建建寧府松溪縣人，明朝政治人物。

## 生平
正德五年（1510年）庚午科福建鄉試第三十三名舉人。正德十二年（1517年）中式丁丑科會試第四十九名，登第三甲第一百七十四名進士。大理寺观政，授大理寺评事，升寺副，嘉靖二年（1523年）十二月出为江西按察司佥事，卒。

## 家族
曾祖楊孟齡；祖父楊昂；父楊浦，母陳氏。継母潘氏。具庆下。